# Химн на Италия
Il Canto degli Italiani („Братя италианци“) е национален химн на Италия, познат също с името „Химн на Мамели“.
Текстът е написан през есента на 1847 г. от двадесетгодишния студент и патриот Гофредо Мамели (1827 – 1849), а музиката е на Микеле Новаро (1818 – 1885) – и двамата генуезци и родолюбци. Химнът изразява патриотичните настроения, предшестващи войната с Австрия, и е една от най-обичаните песни в периода на Рисорджименто (италианските борби за независимост).
На 12 октомври 1946 г. „Химнът на Мамели“ е приет за временен национален химн на Италианската република от тогавашния кабинет, като заменя „Кралския марш“. В последвалите десетилетия в Италия започва дебат за заместването на Химна на Мамели с Va' pensiero (знаменитият хор от операта Набуко) на Джузепе Верди или с друго произведение, но тези идеи не получават развитие. На 17 ноември 2005 парламентарна комисия приема и внася за разглеждане в италианския парламент законопроект, с който да се прекрати продължилата близо 60 години временна ситуация и песента да се приеме за официален химн на Италия.
През декември 2017 г. „Братя италианци“ получава официален статут на национален химн.

## Текст на италиански

### Официален текст
Fratelli d'Italia,

l'Italia s'è desta,

dell'elmo di Scipio

s'è cinta la testa.

Dov'è la vittoria?

Le porga la chioma,

che schiava di Roma

Iddio la creò.
ПРИПЕВ:

Stringiamci a coorte,

siam pronti alla morte.

Siam pronti alla morte,

l'Italia chiamò. (2)
Noi fummo da secoli

calpesti, derisi,

perché non siam popolo,

perché siam divisi.

Raccolgaci un'unica

bandiera, una speme:

di fonderci insieme

già l'ora suonò.
ПРИПЕВ
Uniamoci, amiamoci,

l'unione e l'amore

rivelano ai popoli

le vie del Signore.

Giuriamo far libero

il suolo natio:

uniti, per Dio,

chi vincer ci può?
ПРИПЕВ
Dall'Alpi a Sicilia

Dovunque è Legnano,

Ogn'uom di Ferruccio

Ha il core, ha la mano,

I bimbi d'Italia

Si chiaman Balilla,

Il suon d'ogni squilla

I Vespri suonò.
ПРИПЕВ
Son giunchi che piegano

Le spade vendute:

Già l'Aquila d'Austria

Le penne ha perdute.

Il sangue d'Italia,

Il sangue Polacco,

Bevé, col cosacco,

Ma il cor le bruciò.
ПРИПЕВ
Evviva l'Italia

Dal sonno s'è desta

Dell'elmo di Scipio

S'è cinta la testa.

Dov'è la vittoria?!

Le porga la chioma

Ché schiava di Roma

Iddio la creò
ПРИПЕВ

### Обикновено изпълняван (само първият куплет и припева)
Fratelli d'Italia,

l'Italia s'è desta,

dell'elmo di Scipio

s'è cinta la testa.

Dov'è la vittoria?

Le porga la chioma,

che schiava di Roma

Iddio la creò. (2)
Stringiamci a coorte,

siam pronti alla morte.

Siam pronti alla morte,

l'Italia chiamò.
Stringiamci a coorte,

siam pronti alla morte.

Siam pronti alla morte,

l'Italia chiamò!
Si!

## Превод на български
Братя италианци

Италия се бунтува -

с шлема на Сципион 

си е увенчала главата 

Къде е победата?

Да развее перчема си,

защото робиня на Рим

Бог я създаде!
Припев:
Да стегнем редиците си в кохорти -

готови сме да умрем,

готови сме да умрем

Италия ни призова!
Ние бяхме в продължение на векове

тъпкани и осмивани,

защото не сме народ,

защото сме разделени!

Нека се обединим под едно

знаме, една надежда!

Да се слеем в едно -

часът дойде!
Припев
Да се обединим, да се обичаме,

обединението и любовта

сочат на народите

Божиите пътища.

Заклеваме се да освободим

родната земя,

когато сме обединени в името на Бога

кой може да ни победи?
Припев
От Алпите до Сицилия -

навсякъде е Леняно,

всеки мъж

е със сърце и ръка на Феручо.

Италианските деца

се казват Балила,

звукът на всяка тръба

ни зове да възстанем.
Припев
Като тръстики се прегъват,

продажните мечове,

Австрийският орел вече

е с проскубани пера,

италианската кръв,

полската кръв,

той изпи с казака,

но тя изгори сърцето му.
Припев
Да живее Италия! 

Тя се пробужда -

с шлема на Сципион 

си е увенчала главата 

Къде е победата?

Да развее перчема си,

защото робиня на Рим

Бог я създаде!
Припев